# 遠江松井氏
遠江松井氏（とおとうみまついし）は日本の氏族・松井氏のうち、遠江国（現・静岡県西部）に発展した松井氏である。このうち源姓の松井氏は室町時代に駿河国（静岡県東部）とともに遠江国を勢力に置いた守護大名・戦国大名の今川氏に属し、主要家臣として活躍した。

## 概要

### 発祥
遠江松井氏はその伝承によれば、松井冠者源維義を祖として、山城国葛野郡西院松井（現在の京都市右京区西院町松井）に発したとされ、鎌倉時代は幕府の御家人として山城国に住んだ一族という（この山城松井氏の嫡流は松井康之の代に肥後細川家の重臣となり、のちに八代城主3万石になった）。

## 足利氏に従い今川氏に属す
そののち建武年間に山城国の御家人・松井宗次（兵庫亮）、助宗（八郎）父子は建武政権を離脱・挙兵した足利尊氏に味方し、足利一門で宿老の今川範国に属して戦功を揚げ、その恩賞として建武5年駿河国葉梨荘（現在の静岡県藤枝市）に地頭代職を与えられて移住した。

## 遠州国人となる
その裔孫松井宗能（山城守）はその父・松井某（山城守、名は義行とも）の忠節（戦死の功とも）により、永正10年（1513年）8月28日（旧暦）に今川氏親から遠江国鎌田御厨領家分を与えられ、その嫡子貞宗は大永8年（1528年）3月に父・宗能から家督の譲渡を受け、同国の平川郷堤城主となって、松井氏は遠江国の国人かつ戦国大名・今川氏の主要な家臣となる。

### 二俣城主となる
宗能の子・貞宗の長男信薫（左衛門亮）は永正11年に遠州国人の二俣氏に替わり二俣城（静岡県浜松市天竜区）の城主になり、信薫が病死した享禄2年（1529年）にその弟・宗信（左衛門佐）へと継がれた。宗信は今川義元の三河進出の先鋒として出征し、天文年間から三河国各地で歴戦したが、義元の三河・尾張方面への親征に具奉した永禄3年（1560年）桶狭間の戦いで織田信長に敗れ主君・義元と共に戦死した。

## 今川家の滅亡と松井氏の衰退
その後、宗信の嫡子・宗恒（八郎・山城守）は父の家督を継いだが、一族の宗親が二俣城主になったとされる。徳川家康の東三河進攻は永禄6年（1563年）の曳馬城主飯尾連龍の反乱を誘発し、いわゆる「遠州忩劇」という西遠の混乱状態を引き起こしたが、今川氏真は飯尾氏の姻戚であった松井宗親を駿府で謀殺したという。その後も氏真は徳川氏・武田氏の進攻による遠江国人衆の動揺を抑えかね、この中で松井氏も徳川方・武田方・今川方に分裂して戦い、元の主家今川家が滅亡すると国人領主としての松井氏の勢力は全く衰えた。結局、徳川家康に属した庶流の松井宗直の系統が徳川氏の旗本として残り、天正18年（1590年）の徳川氏の関東移封に従い上州緑野郡（群馬県藤岡市）に采地を受けて移住した。

## その他の一族
宗信弟という助近（兵庫助・因幡守とも）は徳川氏に一時仕えたが、遠州に残り子孫は土着したという。この他、今川氏真の頃に家臣であった一族には松井相模守・松井又七郎・松井八郎三郎・松井内膳などの名が古文書や記録に見える。
また、宗信の一族（弟・八郎三郎の系統ともいう）松井兵部輔（兵部少輔とも）は三河松井氏の松平康親（松井忠次）娘と結婚して子孫は尾張徳川家家臣となった。この三河松井氏も同祖で遠江松井氏からの分流であるとされる。